# Йохан Вернер I фон Цимерн
Йохан Вернер I фон Цимерн „Стари“ (на немски: Johann Werner von Zimmern; * ок. 1454/1455; † 16 октомври 1495, Мюнхен) е господар на Цимерн-Мескирх. Той е дядо на Фробен Кристоф, авторът на „Цимерската хроника“.

## Биография
Той е син на Вернер VI фон Цимерн, господар на Мескирх († 1483) и съпругата му Анна фон Кирхберг († сл. 1469), вдовица на граф Йохан II (Ханс) фон Фюрстенберг-Гайзинген († 1443, убит в турнир във Фюрстенберг), дъщеря на граф Еберхард VI фон Кирхберг († 1440) и Агнес фон Верденберг-Хайлигенберг-Блуденц († 1436).
Йохан Вернер I има конфликти с Верденбергите и бяга в Швейцария.
Умира на 16 октомври 1495 г. в Мюнхен и е погребан в манастир Андекс.

## Фамилия
Йохан Вернер I фон Цимерн Стари се жени на 24 февруари 1474 г. в Равенсбург за Маргарета фон Йотинген (* 1458; † 24 август 1528), дъщеря на граф Вилхелм I фон Йотинген († 1467) и Беатриче дела Скала († 1466). Те имат девет деца:
- Анна фон Цимерн (* 1473; † 1517/1523)
- Верена фон Цимерн († пр. 1487)
- Катарина фон Цимерн (* 1478; † 1547/1548/1557 в Цюрих), омъжена за Еберхард фон Райшах († 11 октомври 1531), абатиса в манастир Фраумюнстер в Цюрих
- Файт Вернер фон Цимерн (* 15 юни 1479; † 25 април 1499, Зулц)
- Йоханес Вернер фон Цимерн Млади II (* 24 юни 1480; † 1 януари 1548), граф на Цимерн, господар на Мескирх, женен на 24 юни 1510 г. за Катарина фон Ербах-Ербах (* ок. 1485; † 13 февруари 1549), баща на Фробен Кристоф, авторът на „Цимерската хроника“.
- Маргарета фон Цимерн (* 1481; † март/април 1513), омъжена за Вилхелм фон Афенщайн († сл. 1550)
- Барбара фон Цимерн (1482 – 1515, Зулц), омъжена за Вилхелм фон Вайтинген († 1530)
- Готфрид Вернер фон Цимерн (* 13 януари 1484; † 2 април 1554), граф на Цимерн-Вилденщайн, женен 1518 г. за Аполония фон Хенеберг (* 1500; † 21 април 1548)
- Вилхелм Вернер фон Цимерн II (* 6 януари 1485; † 6 януари 1575), граф на Цимерн, господар на Херенцимерн, отказва се от наследството 1509 г., женен I. на 11 февруари 1521 г. за ландграфиня Катарина фон Лупфен (* 29 януари 1486; † 7 юни 1521), II. сгоден на 17 март 1524 г., женен на 30 ноември 1525 г. за ландграфиня Амалия фон Лойхтенберг (* 23 юни 1469; † 30 януари 1538)